# 沃爾納特鎮區 (巴特勒縣)
沃爾納特鎮區（英語：Walnut Township）為位在美國堪薩斯州巴特勒縣的鎮區。2010年美国人口普查中該鎮區人口有723人。

## 歷史
沃爾納特鎮區於1867年設立。

## 地理
沃爾納特鎮區涵蓋面積92.92平方（35.88平方英里），境內無城鎮設立。

### 墓園
根據美國地質調查局的資料，此鎮區擁有3座墓園：
- 費爾維尤墓園（Fairview Cemetery）
- 戈爾登墓園（Golden Cemetery）
- 小沃爾納特墓園（Little Walnut Cemetery）

### 溪流
通過此鎮區的溪流有：
- 四英里溪（Fourmile Creek）

## 人口統計
根據2010年美國人口普查，沃爾納特鎮區人口有723人，人口密度為7.8人/平方公里。種族方面，94.61%為白人；0.41%為非裔美洲人；2.07%為美洲原住民；0.28%為亞洲人；0%為太平洋島民；0%為其他種族；另外有2.63%為兩個或以上的種族。而西班牙裔美國人或拉丁美洲人佔該鎮區人口的1.24%。

## 外部連結
- City-Data.com （页面存档备份，存于）